# Jacques Hnizdovsky

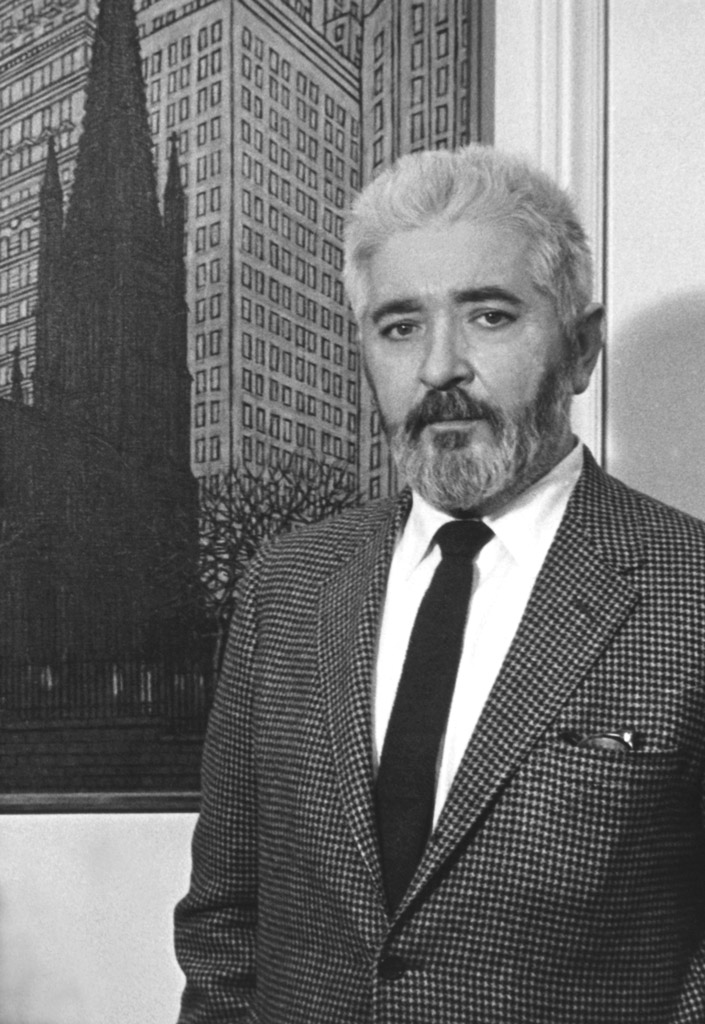
Jacques Hnizdovsky, 1960er Jahre

Jacques Hnizdovsky (ukrainisch Яків Якович Гніздовський Jakiw Jakowytsch Hnisdowskyj, polnisch Jakób Gniazdowski, * 27. Januar 1915 in Pylyptsche Oblast Ternopil; † 8. November 1985 in New York City) war ein ukrainischer und US-amerikanischer Grafiker und Designer.

## Leben

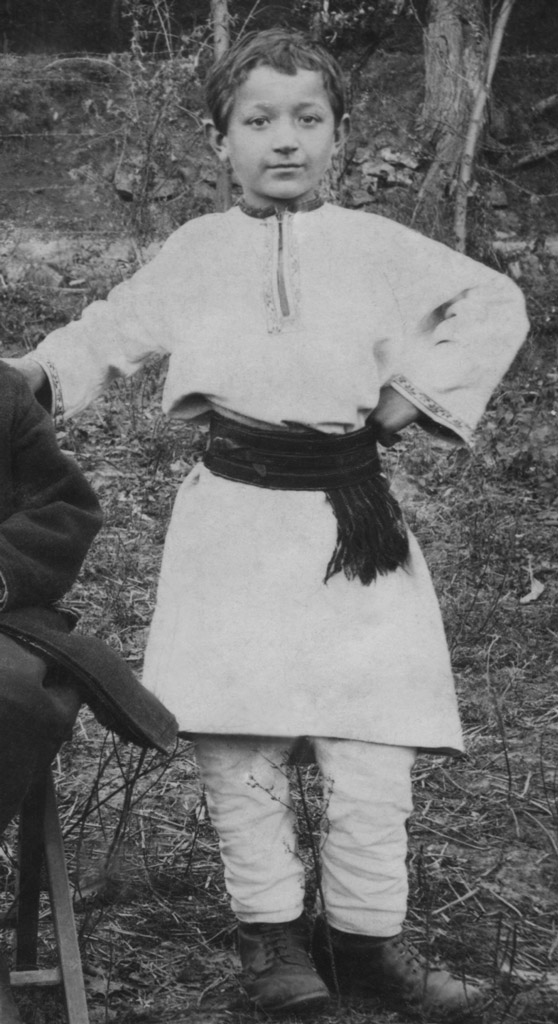
Jacques Hnizdovsky, um den 1921

Jacques Hnizdovsky entstammte einer ukrainischen adligen Familie, die zur Korab-Wappengemeinschaft gehörte. Er besuchte das Gymnasium in Tschortkiw. 1933 begann er das Studium am Lemberger griechisch-katholischen Priesterseminar. Früh zeigte er künstlerische Begabung. Dank der Unterstützung vom Erzbischof der Ukrainischen Griechisch-katholischen Kirche Andrej Scheptyzkyj begann er 1938 ein Studium der Malerei an der Akademie der Bildenden Künste Warschau. Nach dem Ausbruch des Zweiten Weltkriegs setzte er sein Malereistudium an der Kunstakademie in Zagreb fort.

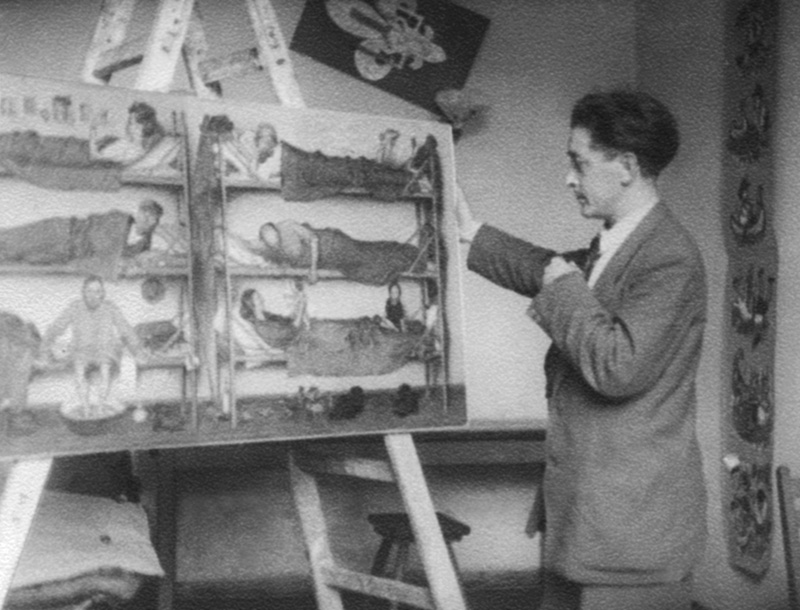
Jacques Hnizdovsky, neben dem Gemälde „Displaced Persons“, 1948

1944 kam er in das Lager für Displaced Persons in der Nähe von München, wo er bis 1949 blieb. Im Lager entstanden seine ersten Holzschnitte und eines seiner größten Gemälde "Displaced Persons". Er gestaltete die ukrainische Monatszeitschrift der Künstlerischen Ukrainischen Bewegung „Arka“, die in München unter der Redaktion von George Shevelov erschien. 1949 ließ er sich in Saint Paul, Minnesota nieder und wurde als Designer in der Firma Brown & Bigelow angestellt. Seit 1950 war er in New York City ansässig. Seine damaligen Holzschnitte zeigten einen Einfluss japanischer Kunst und wurden auf japanischem Reispapier gedruckt. Sie stellten meistens Tiere und Pflanzen aus dem Bronx Zoo dar. Den Zeitraum 1956 bis 1958 verbrachte er in Paris. Dort zeigte er auf drei Ausstellungen seine Ölbilder, Grafiken und Kleinplastiken. Anfang 1957 heiratete er Stefania Kuzan, die Tochter ukrainischer Einwanderer. Sie bekamen eine Tochter, Mira.
Der Künstler schrieb auch Artikel über Kultur und Kunst und veröffentlichte seine Beobachtungen und Gedanken 1967 in dem Buch "Die erwachte Prinzessin". Er schuf zahlreiche Buchgrafiken, Exlibris-Bücherzeichen, hölzerne Reliefs, Keramik und Kleinplastiken. Er war in ukrainischen Vereinen in den Vereinigten Staaten aktiv. Seine Werke befinden sich in den Sammlungen von Kunstmuseen in Boston, Cleveland und Philadelphia, Museen und Galerien in Winnipeg und Addison, Universitäten wie Duke und Delaware, Bibliotheken wie der New York Public Library und der Library of Congress sowie in zahlreichen Privatsammlungen.
Jacques Hnizdovsky starb 1985 in New York, wurde am 5. November 2005 auf dem Lytschakiwski-Friedhof in Lemberg beigesetzt.

## Werke (Auswahl)

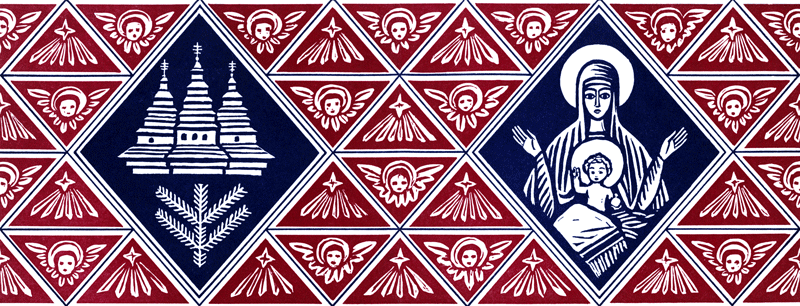
Weihnachtspostkarte
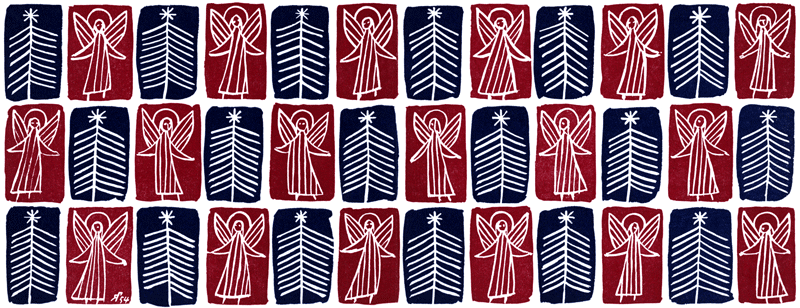
Weihnachtspostkarte
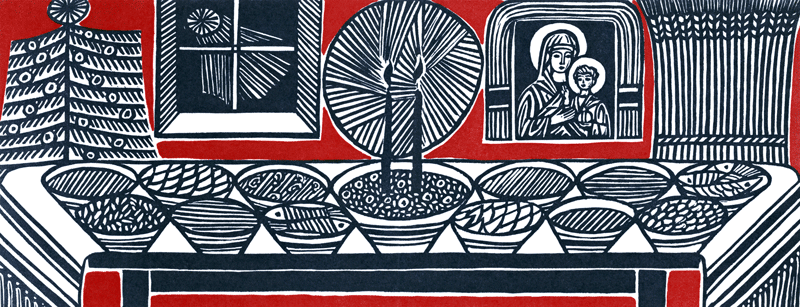
Weihnachtspostkarte
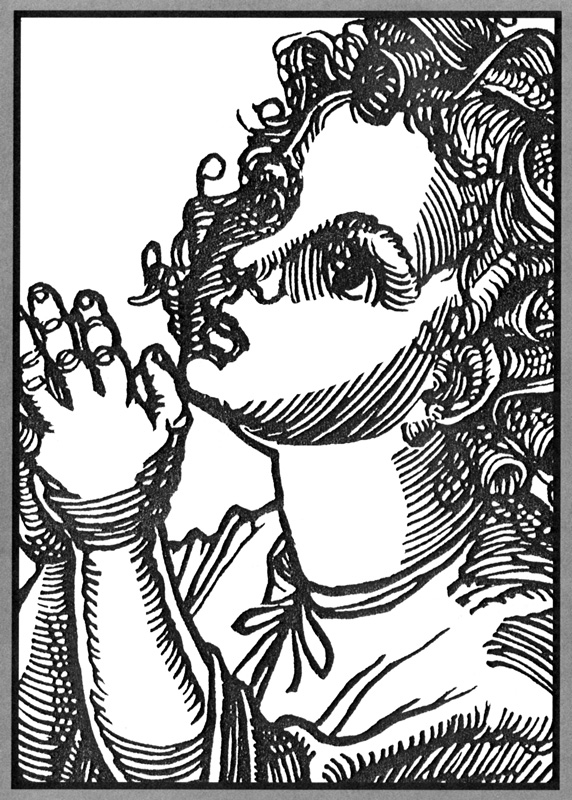
Weihnachtspostkarte
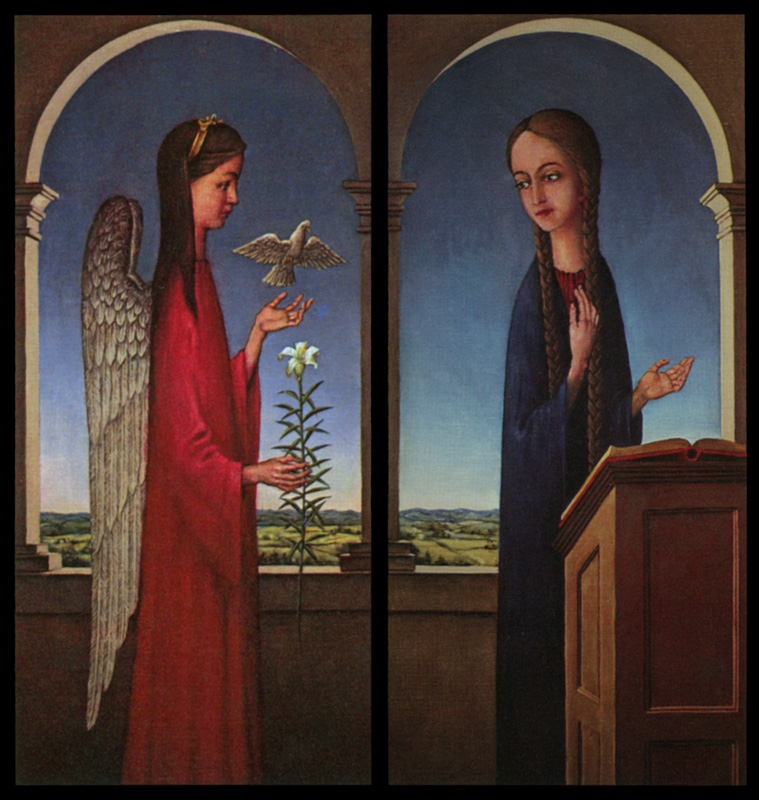
Mariä Verkündigung
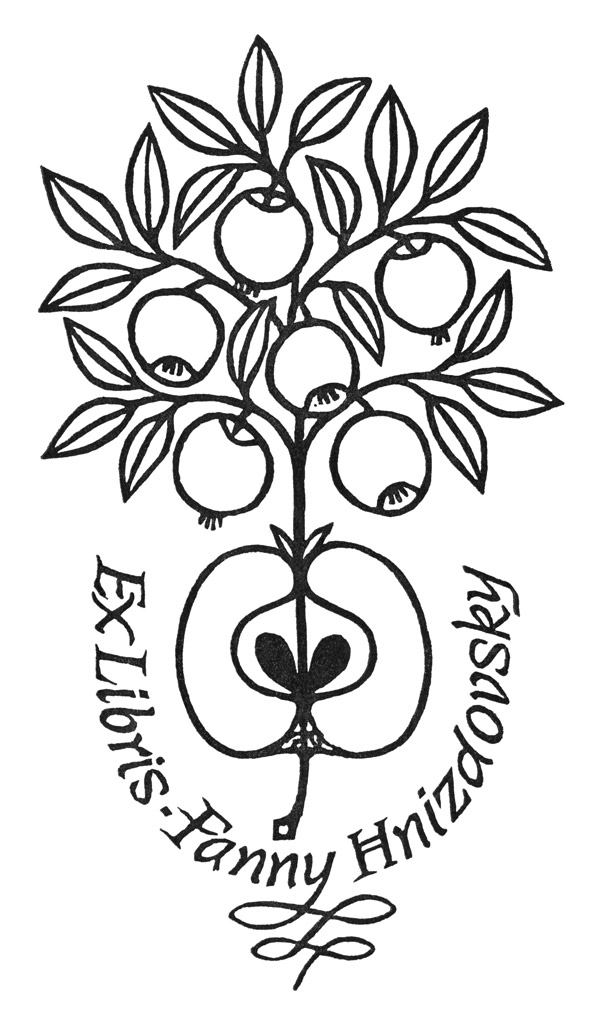
Ex libris Fanny Hnizdovsky
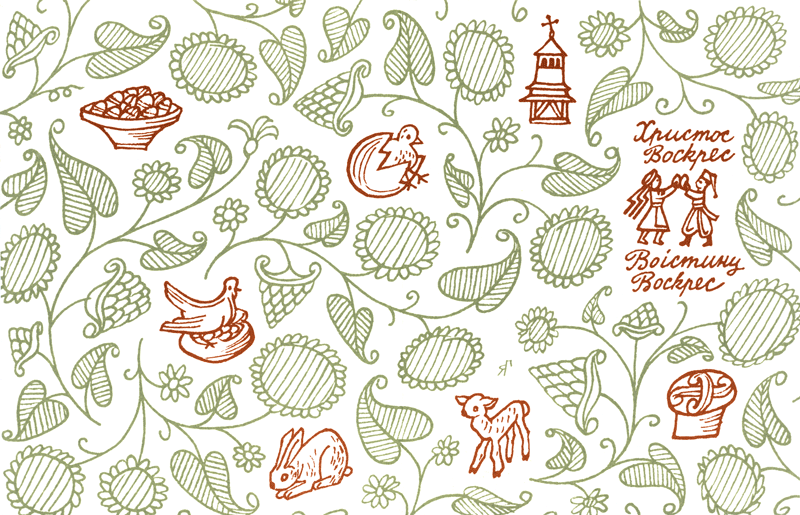
Osterpostkarte
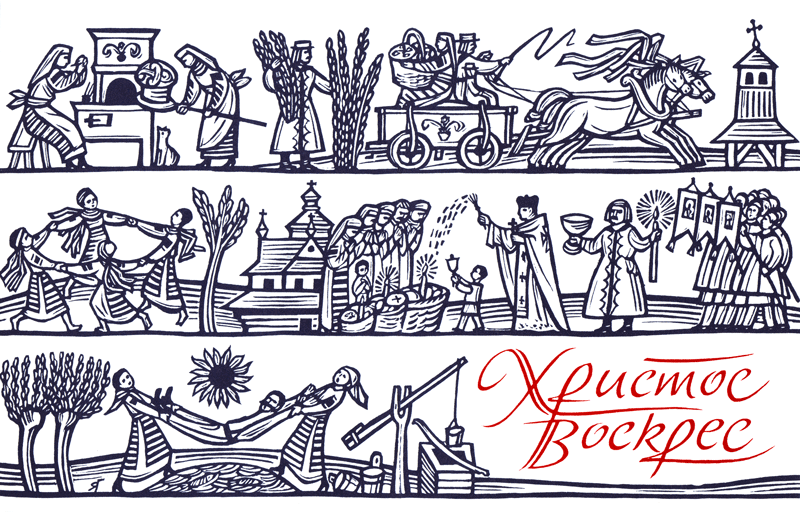
Osterpostkarte